# 久喜市内循環バス

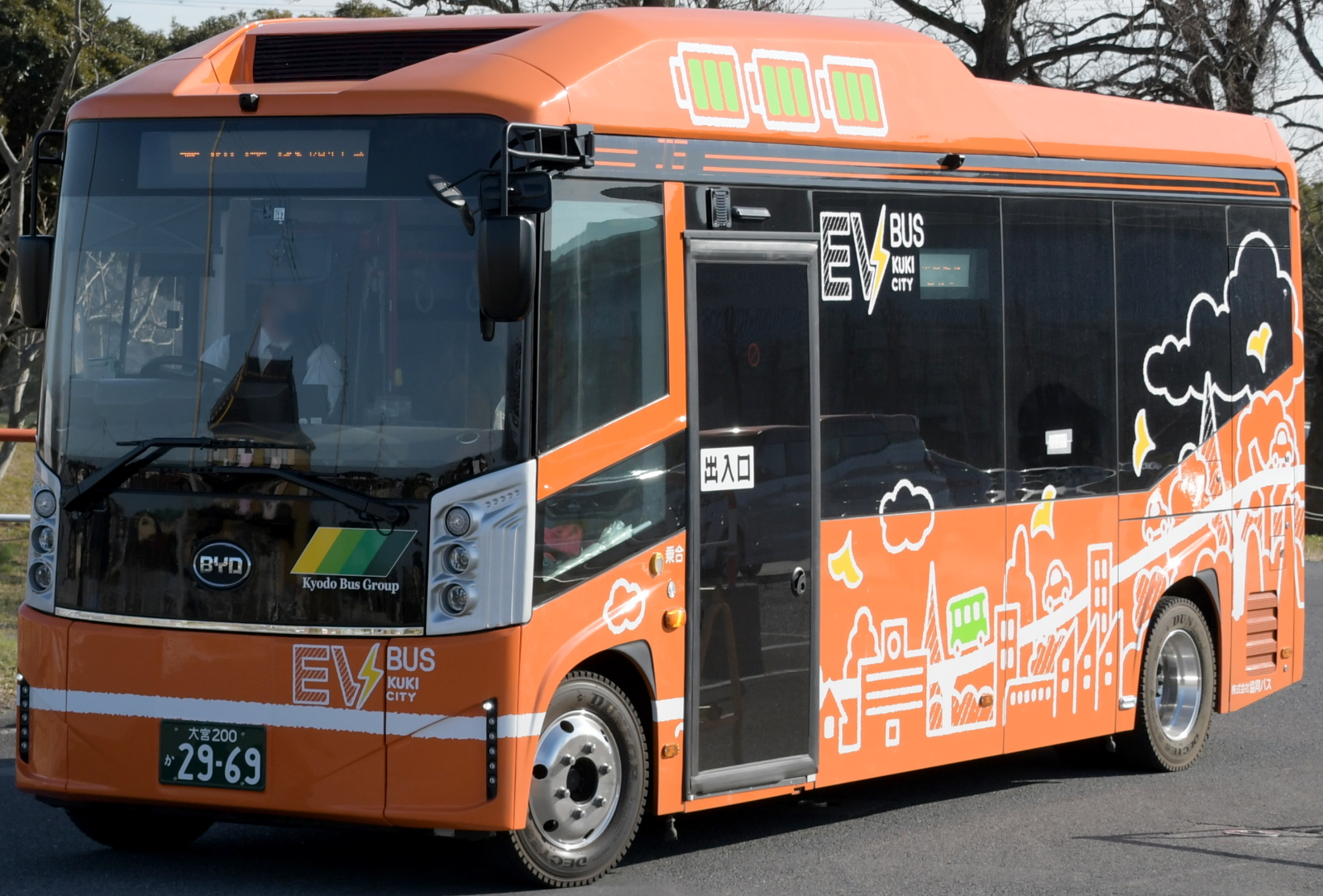
久喜市内循環バス
電気バス専用塗装
BYD・J6

久喜市内循環バス（くきしないじゅんかんバス）は、埼玉県久喜市が運行するコミュニティバスである。久喜駅東口・西口および久喜市役所を起終点として、7系統が運行されている。
1994年（平成6年）4月1日運行開始。運行開始時は東武鉄道直営時代の東武バスが運行を受託していた。当時の運行担当は東武バス加須営業所傘下の幸手出張所（現：朝日自動車久喜営業所）。現在は協同バスが運行を受託している。

## 運行内容
- 運行日：月曜日 - 土曜日[1]
  - 日曜日・祝日、年末年始（12月29日 - 1月3日）は運休[1]。
- 運行時間：7時台 - 19時台[1]

## 運賃・乗車券類

### 運賃
- 運賃は大人・小人ともに100円均一。1歳未満の小児は運賃無料[1]。
  - 保護者1人につき小学生未満の小児1人は運賃無料となる[1]。
  - 均一運賃であるが、久喜市内の一般路線バス（多区間運賃）と同様に、中乗り前降り・運賃後払い制である[1]。

### 一日乗車券・回数券
市内循環バス専用の一日乗車券・回数乗車券を循環バス車内で販売している。
- 一日乗車券：200円、回数券：1,000円（11枚綴り）[1]

### 市内循環バス乗車証
障害者を対象として福祉無料乗車証「久喜市市内循環バス乗車証」を発行している。申請は久喜市役所および市内3箇所の総合支所で受け付けているが、来所が困難な場合は郵送での申請もできる。市外在住者も申請可能である。
対象となる障害者は以下のとおり。
1. 身体障害者手帳1級・2級・3級の該当者
2. 療育手帳マルA・A・Bの該当者
3. 精神障害者保健福祉手帳1級・2級の該当者
4. 身体障害者手帳または療育手帳の1種保有者1人につき同伴の介護者1人

## 路線

### 現行路線
各路線には路線番号とラインカラーが付されている。括弧内はラインカラーの色。
- 1. 東西連絡（黄緑）
  - 西行き
  - 東行き
- 2. 野久喜・吉羽循環（青）
- 3. 久喜本循環（桃）
- 4. 下早見循環（青緑）
- 5. 六万部・北中曽根循環（紫）
- 6. 除堀・所久喜循環（赤）
- 7. 東循環（橙）

## 車両
専用塗装の小型ノンステップバスで運行される。市の木イチョウを描いたグリーンの車両「イチョウ」と、久喜の提灯祭り・天王様を描いたベージュの車両「まつり」の2種類の塗装が用意される。
協同バスが運行を担当してからは、同社の関連会社である株式会社協同が改造したCNGバスが使用されている。車種は三菱ふそう・エアロミディMEで、のちに日野・ポンチョ（2ドアロングボディ）が追加された。なお、国内で小型バスのCNG改造を手がけているのは株式会社協同とフラットフィールドの2社であるが、ポンチョのCNG改造車は株式会社協同のみが施工しており、協同バスが運行受託するコミュニティバスでしか採用されていない（協同バス#株式会社協同を参照）。

### 電気バス導入
2021年（令和3年）1月、久喜市内循環バスでは初となる電気バス1台（大宮200か2969）を導入した。これは埼玉県内のコミュニティバスとしても初の電気バス導入となる。脱炭素社会の実現に向けた施策の一環として導入されたもので、車種は中国BYD社製の小型電気バス「J6」（同社製「K6」をベースにした日本市場向け車種）。乗車定員は31人（運転手を含む）。従来の車両とは異なるオレンジ色の電気バス専用塗装が施され、町並みの絵が描かれている。同年1月26日、運行開始に先駆け久喜市役所前庭で「電気車両お披露目会」が開催され、梅田修一久喜市長をはじめ、春山千明久喜市議会議長、久喜市地域公共交通会議副会長、協同バス社長が出席した。新型コロナウイルス感染症の影響により一般市民への公開見学は行われなかったが、テープカットセレモニーの後に出席者が電気バスに乗り試乗会を行った。なお「電気車両お披露目会」席上での春山千明久喜市議会議長のスピーチによれば、電気バス導入によりCNG改造のポンチョ「まつり」塗装1台が置き換えられた。

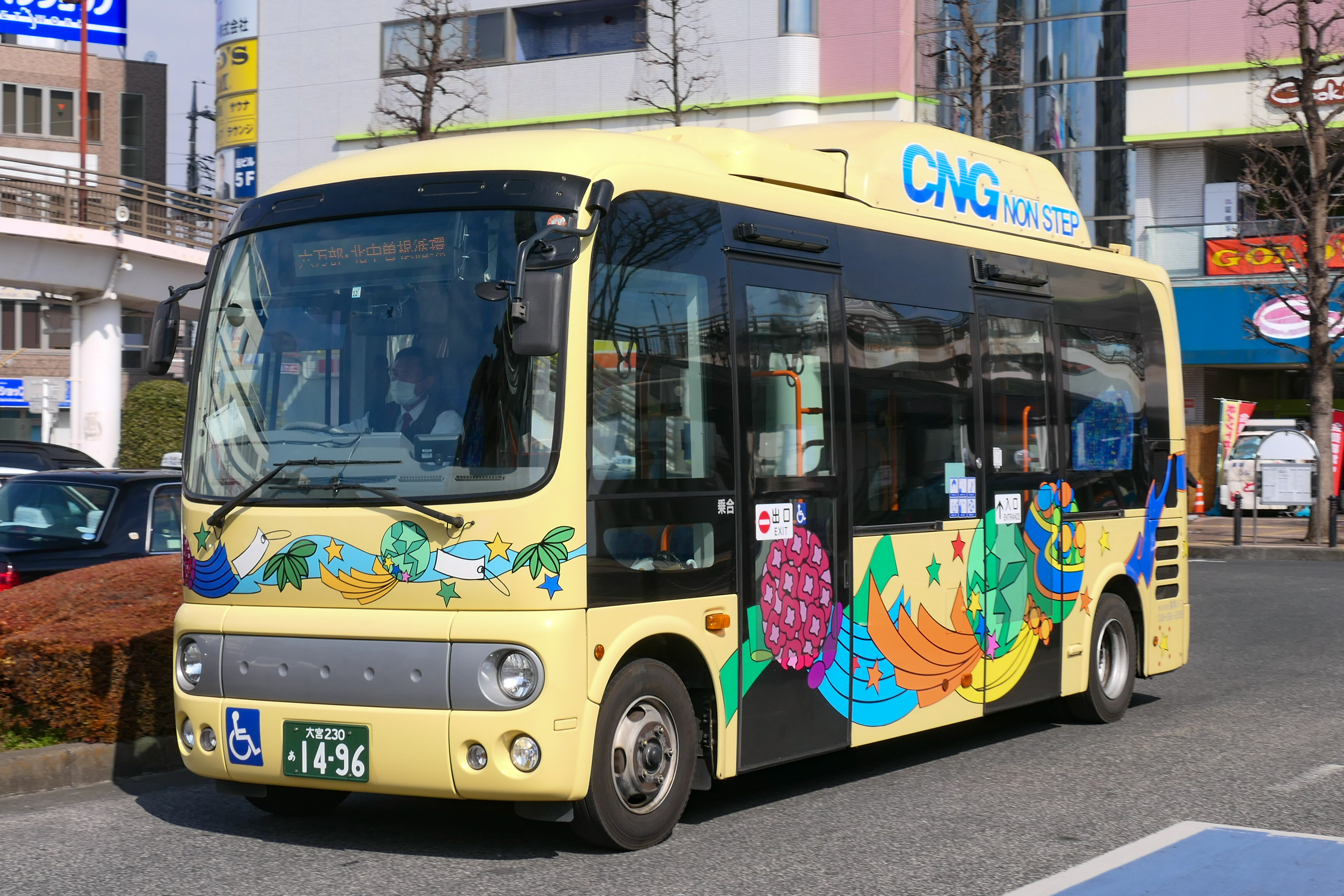
久喜市内循環バス 「まつり」塗装 日野・ポンチョ CNG車
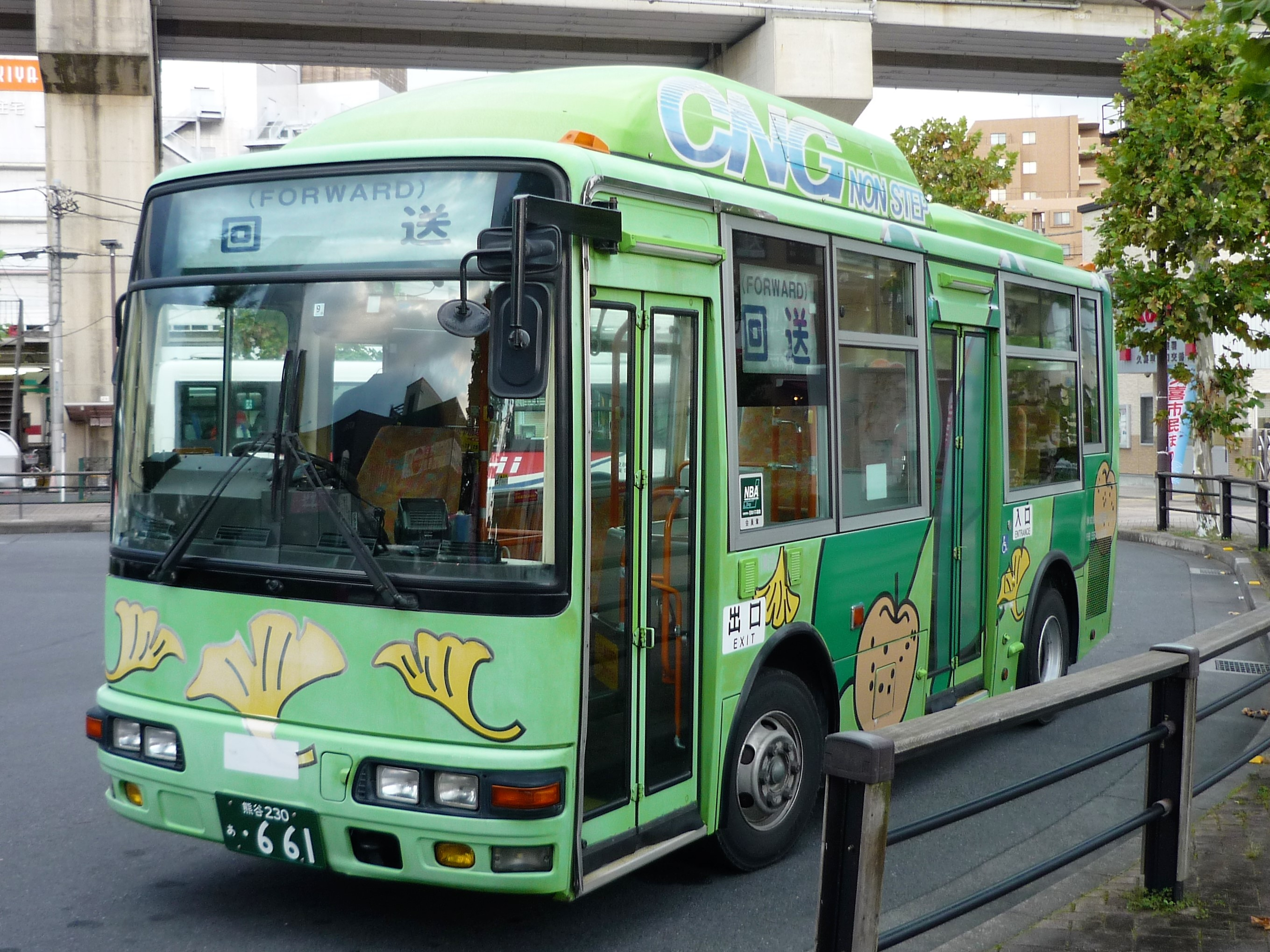
久喜市内循環バス 「イチョウ」塗装 三菱ふそう・エアロミディME CNG車
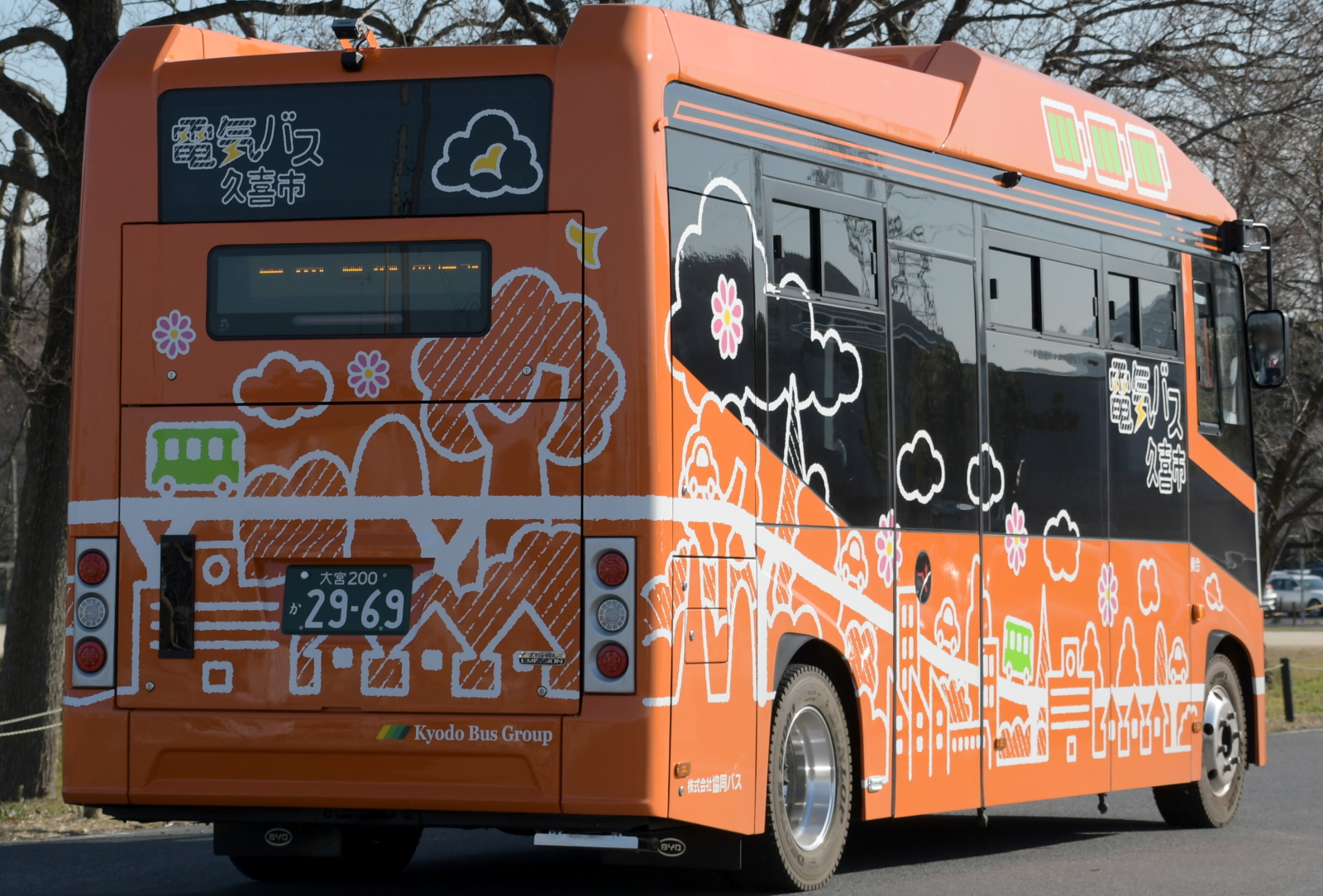
久喜市内循環バス 電気バス（後部の塗装）

## 備考
久喜市内循環バスが運行開始された翌年の1995年には、埼玉県内で以下のコミュニティバスが運行開始され、東武鉄道直営時代の東武バスが運行受託したが、東武グループのバス事業再編により、いずれも朝日自動車へ移管されている。
- 4月2日：羽生市内循環バス（現：あい・あいバス）
- 4月3日：加須市内循環バス、行田市内循環バス

また、久喜市と合併（新設合併）した旧菖蒲町では、独自のコミュニティバスとして菖蒲町町内巡回バスを運行していたが、合併前に廃止された。木村観光バスが運行受託していた。詳細は当該記事を参照。